# Arnebia nandadeviensis
Arnebia nandadeviensis är en strävbladig växtart som beskrevs av Chandra Sek. och R.S.Rawal. Arnebia nandadeviensis ingår i släktet Arnebia och familjen strävbladiga växter. Inga underarter finns listade i Catalogue of Life.